# 楊集戰鬥
楊集戰鬥發生於1927/12/7，交戰地點則是在中國蘇北，是中華民國北洋政府時期的戰鬥之一。楊集戰鬥的交戰雙方，一方為國民革命軍十七軍曹萬順，另一方北洋第十一軍所轄軍隊。

## 參看
- 中華民國北洋政府時期內戰戰鬥列表